# Льобрегат

Льобрегат (ісп. Río Llobregat, кат. Rius Llobregat) — друга за довжиною річка в  Каталонії, Іспанія. Починається в східних Піренеях, в середній течії перетинає Каталонські гори. Впадає в Середземне море біля міжнародного аеропорту Барселони (за 10 км на південь від самого міста), утворюючи дельту площею близько 100 км².
Льобрегат несудохідна; на річці є ГЕС. У місті Мартурель по  мосту Диявола річку перетинає давньоримська Августова дорога.